# The New Pornographers
The New Pornographers (с англ. — «Новые порнографы») — канадская альт-рок-группа, образованная в 1997 году в Ванкувере. Представленная как музыкальный коллектив и супергруппа авторов-исполнителей и музыкантов из нескольких проектов, группа в настоящее время состоит из Карла Ньюмана (вокал, гитара), Нико Кейс (вокал), Джона Коллинза (бас), Тодда Фэнси (гитара) и Кэтрин Колдер (клавишные, бэк-вокал).
На сегодняшний день группа выпустила девять студийных альбомов и получила признание критиков за использование нескольких вокалистов и авторов песен, а также за элементы пауэр-попа, включенные в их музыку. Pitchfork описал звучание группы как «бодрый, радостный, упрямый гитарный поп», в то время как Stereogum ретроспективно похвалил дебютный альбом группы Mass Romantic как «один из величайших» пауэр-поп-альбомов. В 2001 году этот альбом выиграл премию Джуно в категории «Best Alternative Album».

## Дискография
Смотри статью «Дискография The New Pornographers» в англ. разделе.
- Mass Romantic (2000)
- Electric Version (2003)
- Twin Cinema (2005)
- Challengers (2007)
- Together (2010)
- Brill Bruisers (2014)
- Whiteout Conditions (2017)
- In the Morse Code of Brake Lights (2019)
- Continue as a Guest (2023)